# Nardus
Nardus is een geslacht uit de grassenfamilie (Poaceae). Het geslacht bevatte ooit meerdere soorten, maar de enige huidig geaccepteerde soort is de Nardus stricta. Deze komt voor in Europa, Azië en Noord-Amerika.

## Soorten
Van het geslacht zijn de volgende soorten bekend: 
- Nardus stricta

## Voormalige soorten
- Nardus aristata
- Nardus articulata
- Nardus ciliaris
- Nardus ciliata
- Nardus dactyloides
- Nardus gangitis
- Nardus glabriculmis
- Nardus incurva
- Nardus indica
- Nardus monandra
- Nardus scorpioides
- Nardus thomaea